# Altiplania
Altiplania là một chi bướm đêm thuộc họ Noctuidae.